# Blatnice (Maleč)
Blatnice (německy Blatnitz) je malá vesnice, část obce Maleč v okrese Havlíčkův Brod. Nachází se asi 2 km na jihovýchod od Malče. V roce 2009 zde bylo evidováno 14 adres. V roce 2001 zde trvale žilo 42 obyvatel.
Blatnice leží v katastrálním území Hranice u Malče o výměře 2,93 km2.

## Název
Název se vyvíjel od varianty Platnicz (1347), Blatnicze (1544 a 1654). Místní jméno je pravděpodobně odvozeno od nedalekého rybníka, ze kterého vytéká potok, jehož název mohl původně znít Blatnice. Pojmenování je rodu ženského, čísla jednotného, genitiv zní Blatnice.

## Historie
V letech 1869-1960 byla osadou obce Maleč, od roku 1961 je částí této obce.